# (100483) NAOJ
(100483) NAOJ es un asteroide perteneciente al cinturón de asteroides, descubierto el 30 de octubre de 1996 por Isao Satō y sus compañeros también astrónomos Hideo Fukushima y Naotaka Yamamoto desde el Observatorio Astronómico Nacional de Japón, Mitaka, Japón.

## Designación y nombre
Designado provisionalmente como 1996 US3. Fue nombrado NAOJ porque es el acrónimo para el "Observatorio Astronómico Nacional de Japón", que se estableció en el año 1988 como instituto interuniversitario para la astronomía.

## Características orbitales
NAOJ está situado a una distancia media del Sol de 2,697 ua, pudiendo alejarse hasta 3,260 ua y acercarse hasta 2,135 ua. Su excentricidad es 0,208 y la inclinación orbital 4,160 grados. Emplea 1618 días en completar una órbita alrededor del Sol.

## Características físicas
La magnitud absoluta de NAOJ es 15,6. Tiene 4,182 km de diámetro y su albedo se estima en 0,058.